# Caporal Alexa, Arad
Caporal Alexa, mai demult Cherechiu, colocvial Cherechiu, este o localitate componentă a orașului Sântana din județul Arad, Crișana, România. Prima atestare documentară a localității datează din anul 1334, sub numele de Kerek si era proprietatea familiei Salanki.
In perioada anilor 1335 si 1426, satul aparea cu adaosul "Erdos" (paduros), fapt care sugereaza, pe de o parte existenta localitatii in contextul padurilor, iar pe de alta parte influenta numelui celor doua familii de proprietari ai satului de la inceputul sec. al XVI-lea. In decursul timpului satul s-a mai numit Kereckton, apoi in 1418 - Kereki, in 1422 - Symonkereky, in 1485 - Kerek, in 1561 - Egybaras Kerek, in 1919 - Cherechiu, pentru ca noua denumire de Caporal Alexa sa o primeasca in 1926. Acest nume i-a fost dat in memoria caporalului Alexe Ion, impuscat pe drumul dintre Pancota si Cherechiu, la 7/20 aprilie 1919, de o patrula maghiara, in timp ce-i escorta spre casa pe intelectualii satului care au mers la Pancota in intampinarea armatei romane, prezenta atunci acolo.
Locuitorii satului au fosi si in trecut, ca si astazi, de nationalitate romana si de religie Ortodoxa, Penticostala si Baptista.

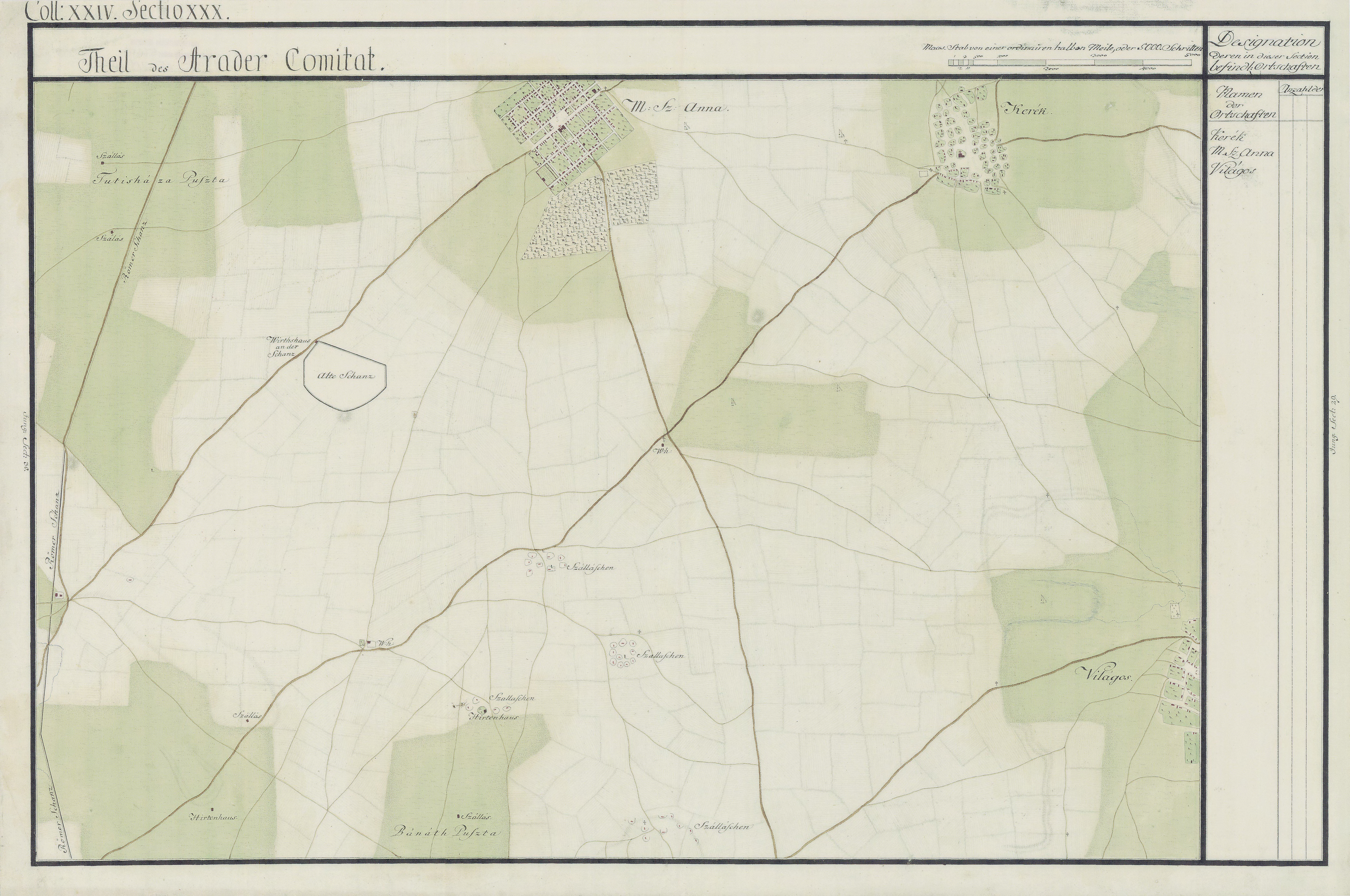
Caporal Alexa în Harta Iozefină a Comitatului Arad, 1782-85

## Personalități
- Ștefan Augustin Doinaș (1922 - 2002), poet, eseist, traducător, deținut politic, politician și academician român.
- Mihuta Nicolae (1912-2008) - veteran al celui de-al doilea razboi mondial si prizonier 8 ani in Rusia.